# Barambo-Pambia jezici
Barambo-Pambia jezici, malena skupina nigersko-kongoanskih jezika koja sa Zande-Nzakara jezicima čini dio šire skupine zande. Obuhvaća (2) jezika iz Demokratske Republike Kongo, to su: barambu ili abarambo,[brm], 25.600 govornika (1990 census) između rijeka Bomokandi i Uélé u provinciji Orientale i pambia ili Apambia [pmb], 21.000 (1982 SIL) u istoj provinciji na sjeveru.

## Vanjske poveznice
- Ethnologue (14th)
- Ethnologue (15th)